# Blukbos
Het Blukbos is een natuurgebied van het Goois Natuurreservaat. Het bos wordt begrensd door de Zuiderheide, het Laarder Wasmeer en A1. De naam is afgeleid van een hakblok dat op z'n Larens "bluk" werd genoemd.
In het gemengde bos liggen enkele stukjes heide. Het gebied was net als veel andere plaatsen in het Gooi geheel heide. Op enkele plaatsen is het bos weer open gemaakt zodat de heidevegetatie zich kan herstellen. De verkregen heideveldjes worden geleidelijk aan elkaar gekoppeld. In het bos groeit de beschermde boomsoort jeneverbes.